# Verja

La verja de la Estación de Saint-Lazare en el cuadro de Edouard Manet, El ferrocarril (1873).

Verja es un elemento arquitectónico usado como cerramiento enrejado o cerca para cerrar, acotar, defender o separar diferentes espacios. Término procedente del francés verge, en el lenguaje coloquial puede utilizarse por cerca, reja o valla. Su función puede ser doble y muchas veces es mixta: como protección y como adorno.
Las garantías de seguridad y las propiedades estéticas de las verjas han evolucionado desde la primitiva estructura de barrotes de bronce o cercas de madera, a las colosales estructuras artísticas de la herrería del barroco o la fantasía de la forja modernista.

## Desarrollo histórico
En Europa, la forja evoluciona a partir de la segunda mitad del siglo XI, con el Románico y el arte gótico, con progresivo empeño artístico ya manifiesto en el Renacimiento y el Barroco. Así lo han firmado, por ejemplo en España, entre los siglos XIV y XVII, los nombres de grandes rejeros como: Juan Francés, Francisco de Salamanca, Cristóbal de Andino, Francisco de Villalpando, Juan Álvarez de Molina, Nicolás de Vergara el Mozo, Francisco Hernández, Juan de Arrillaga, o ya en el siglo XX, Julio Pascual, considerado el último de los grandes rejeros toledanos en la técnica de la forja.

## Verjas monumentales

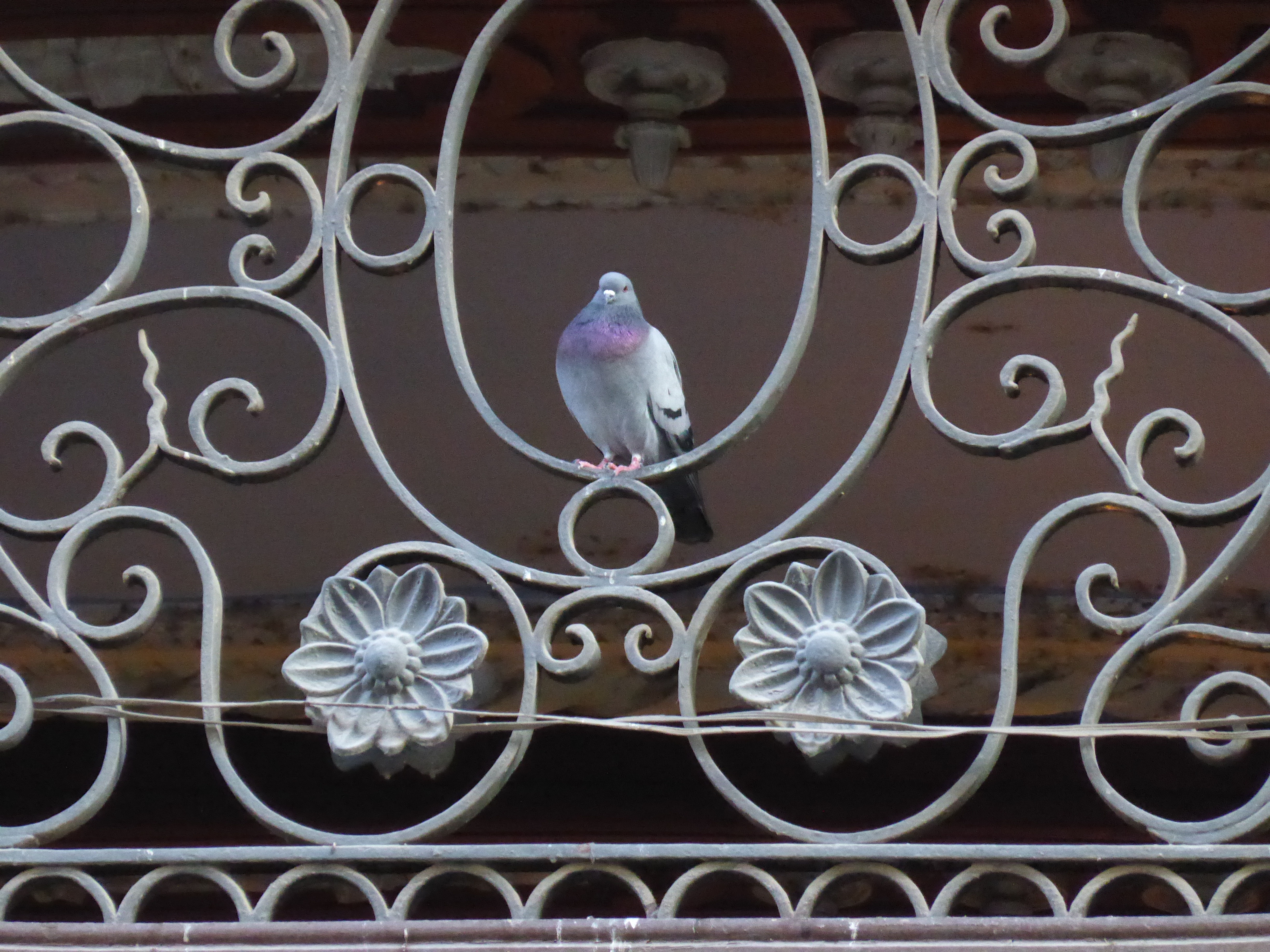
Paloma en la rejería de un arco de la galería Pasaje de la Industria, en Zaragoza.

La verja de rejería en parques, jardines, recintos ferroviarios, cementerios, palacios y otros grandes recintos es un recurso artístico para el cerramiento de un espacio, común en gran parte del mundo. La mayoría de las grandes ciudades disponen de muy variados ejemplos. Los más monumentales, en el sentido de tamaño y perímetro de su obra se realizaron en los siglos XVIII y XIX con el desarrollo de la siderurgia en el marco de la revolución industrial. Puede servir de referencia la verja que circunda el Parque del Retiro en Madrid, con un perímetro aproximado de cuatro kilómetros y medio.

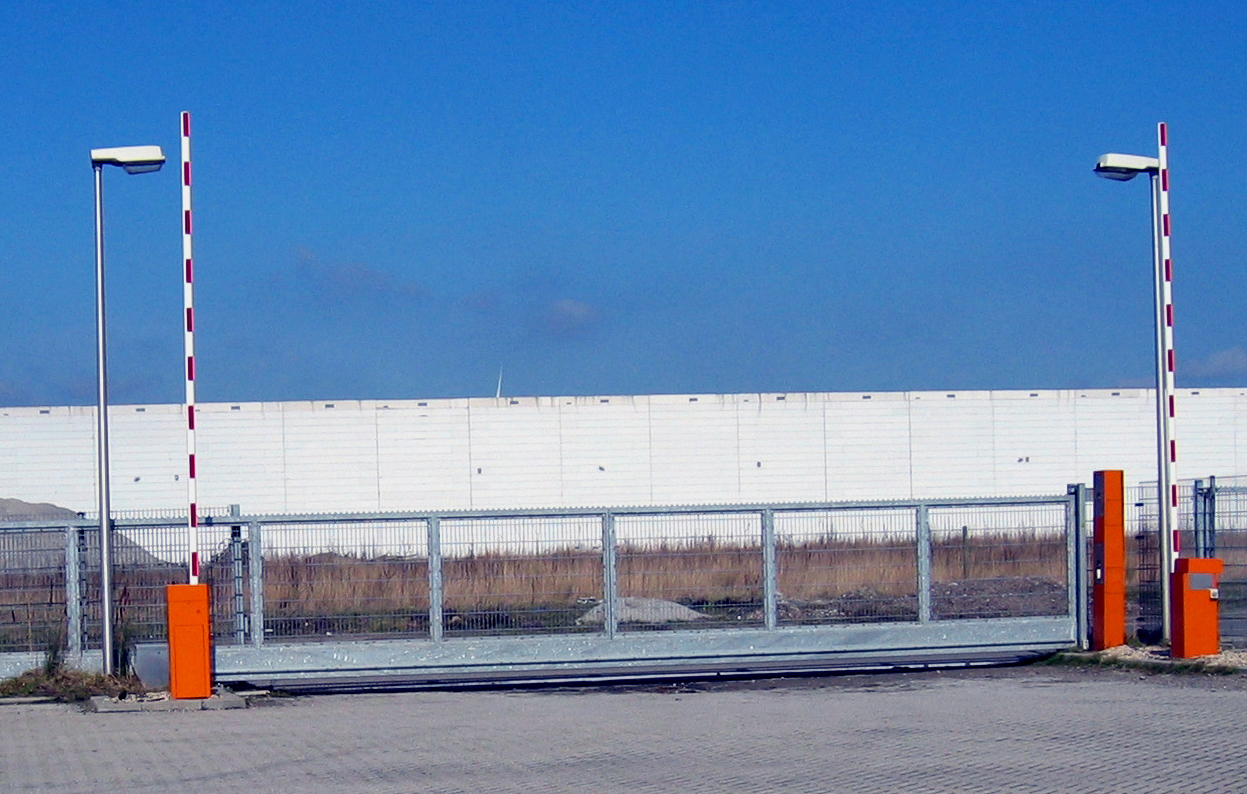
Verja automática y barrera de seguridad.

La fantasía de los herederos de Hefesto, cedió con el paso del tiempo al utilitarismo de las cómodas verjas automáticas (en el capítulo de las puertas) y a sistemas de cerramiento más baratos en el diseño y construcción de perímetros vallados.